# Берреттони, Никколо
Никколо Берреттони (итал. Niccolò Berrettoni; 14 декабря 1637, Мачерата — февраль 1682, Рим) — итальянский рисовальщик, живописец периода барокко.

## Биография
Никколо Берреттони родился в коммуне Мачерата, Марке (иные данные не подтверждены источниками). Мальчиком учился живописи у Симоне Кантарини в Пезаро. После смерти учителя около 1670 года переехал в Рим, где стал работать в мастерской Карло Маратты.
В 1675 году, ещё будучи учеником Маратты, Берретони был принят в римскую Академию Святого Луки. Благодаря Карло Маратте молодой художник получал важные заказы; однако в последние годы жизни его отношения с мастером испортились. По словам критика Дж. Пасколи, в 1680 году, когда Никколо Берреттони собирался получить заказ на фреску плафона нефа церкви Сан-Сильвестро-ин-Капите, Маратта, опасаясь растущей славы своего ученика, добился того, чтобы задание было передано пожилому Джачинто Бранди.
Из-за этого события, как свидетельствует Пасколи, Берреттони заболел и умер в феврале 1682 года. Многие картины Берретони позднее были утрачены и художник был забыт. Одно из его лучших произведений — алтарная картина в церкви Санта-Мария-ин-Монтесанто в Риме, представляющая сюжет из жизни Святого Франциска Niccolò Berrettoni // Cyclopædia of Biblical, Theological, and Ecclesiastical Literature  </ref>.

## Галерея

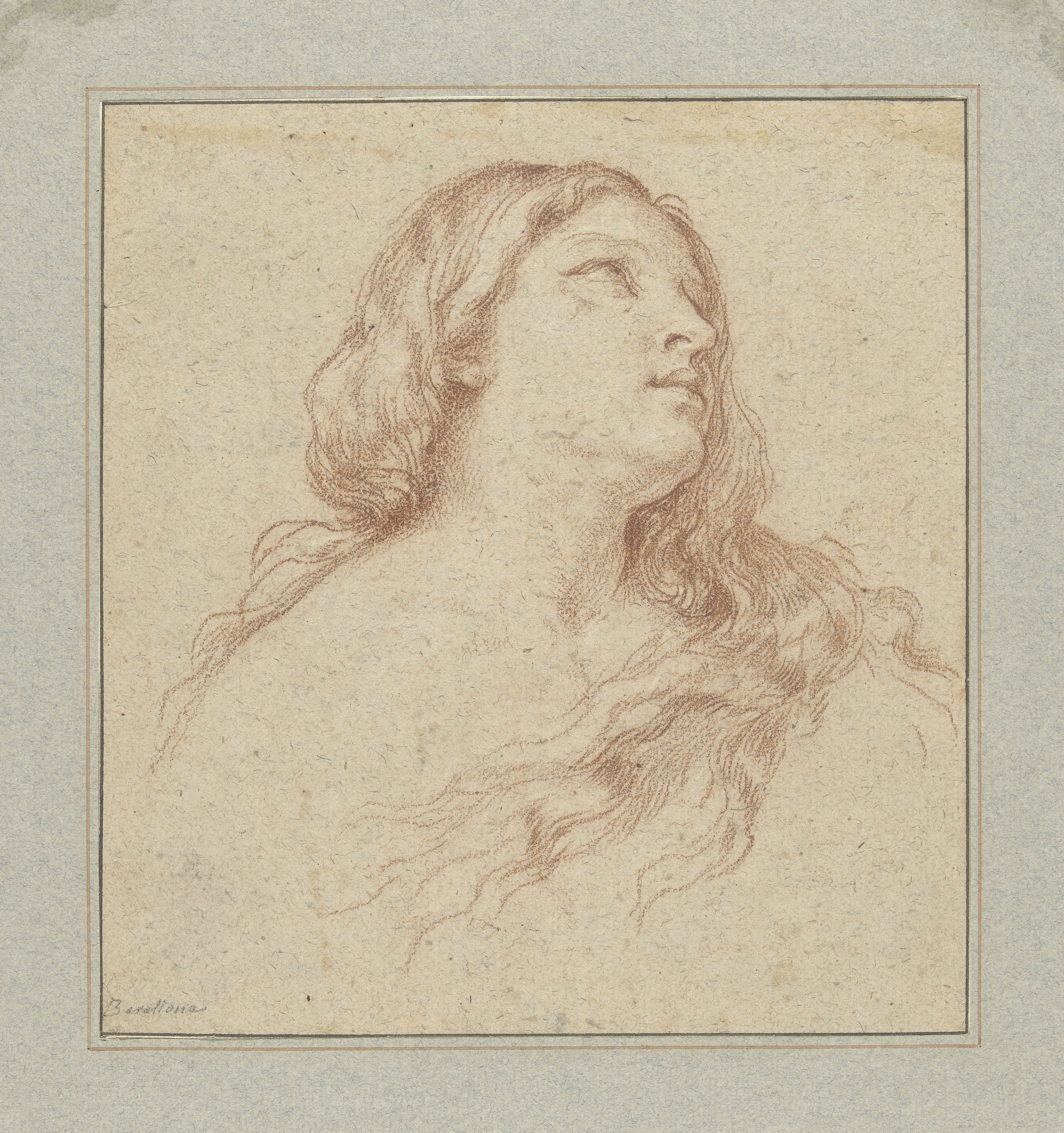
Кающаяся Мария Магдалина. Бумага, сангина. Рейксмюсеум, Амстердам
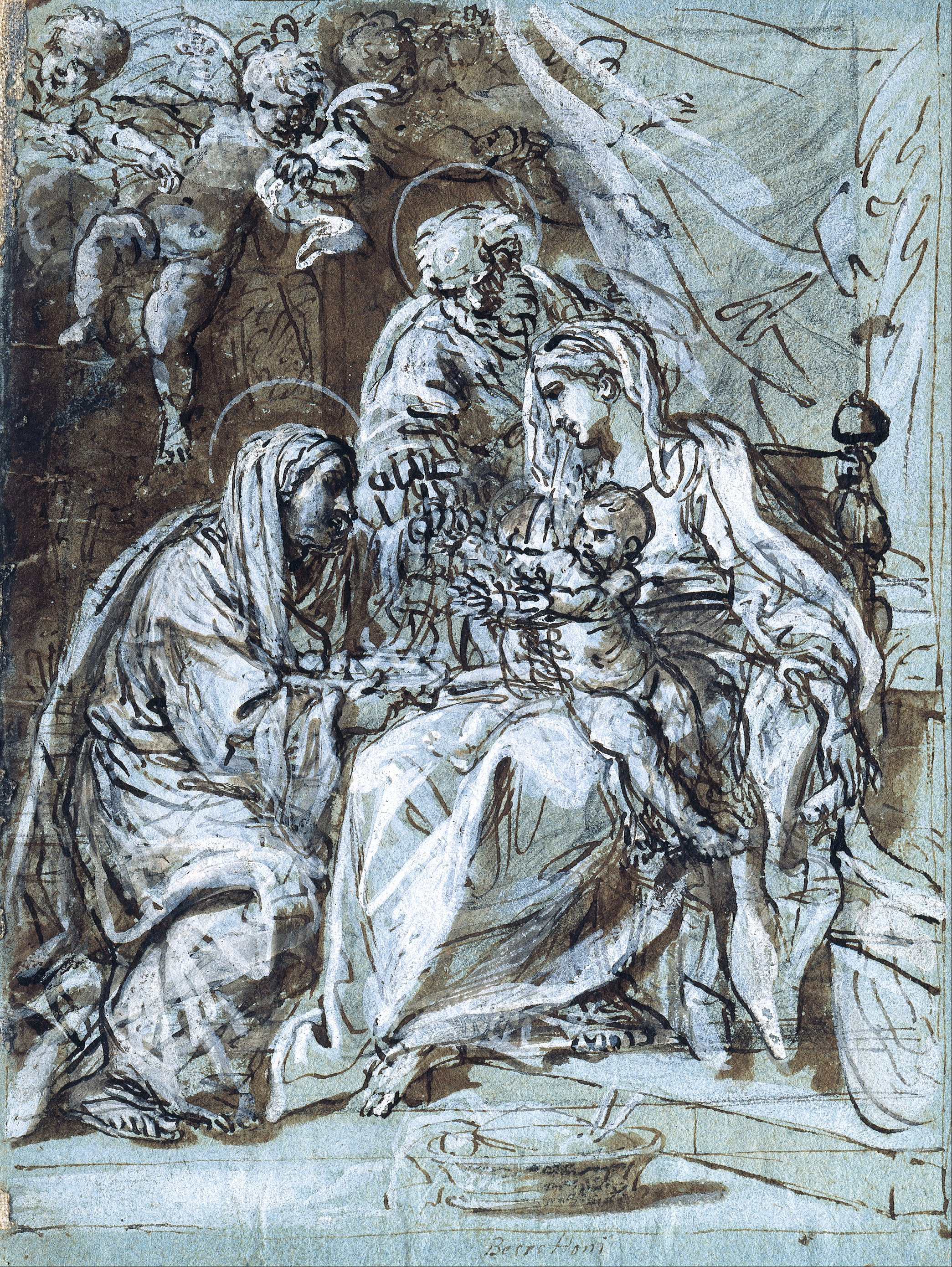
Святое семейство со Святой Анной, читающей псалом. 1679. Бумага, тушь, перо, кисть, уголь, белила. Кунстпаласт, Дюссельдорф
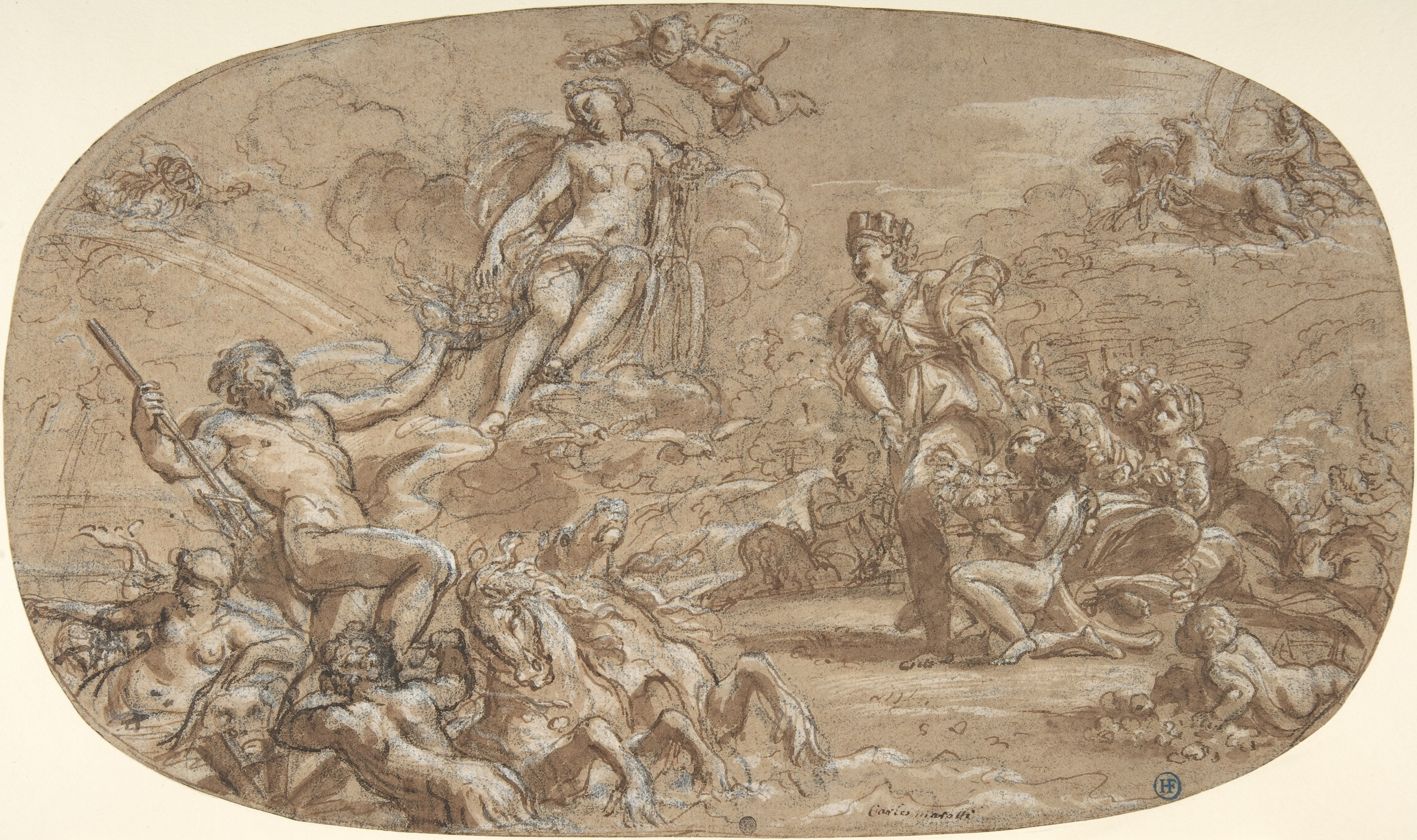
Рождение Венеры с Нептуном, Кибелой и Колесницей Солнца. Между 1670 и 1680. Тонированная бумага, итальянский карандаш, сепия, перо, кисть, белила. Метрополитен-музей, Нью-Йорк
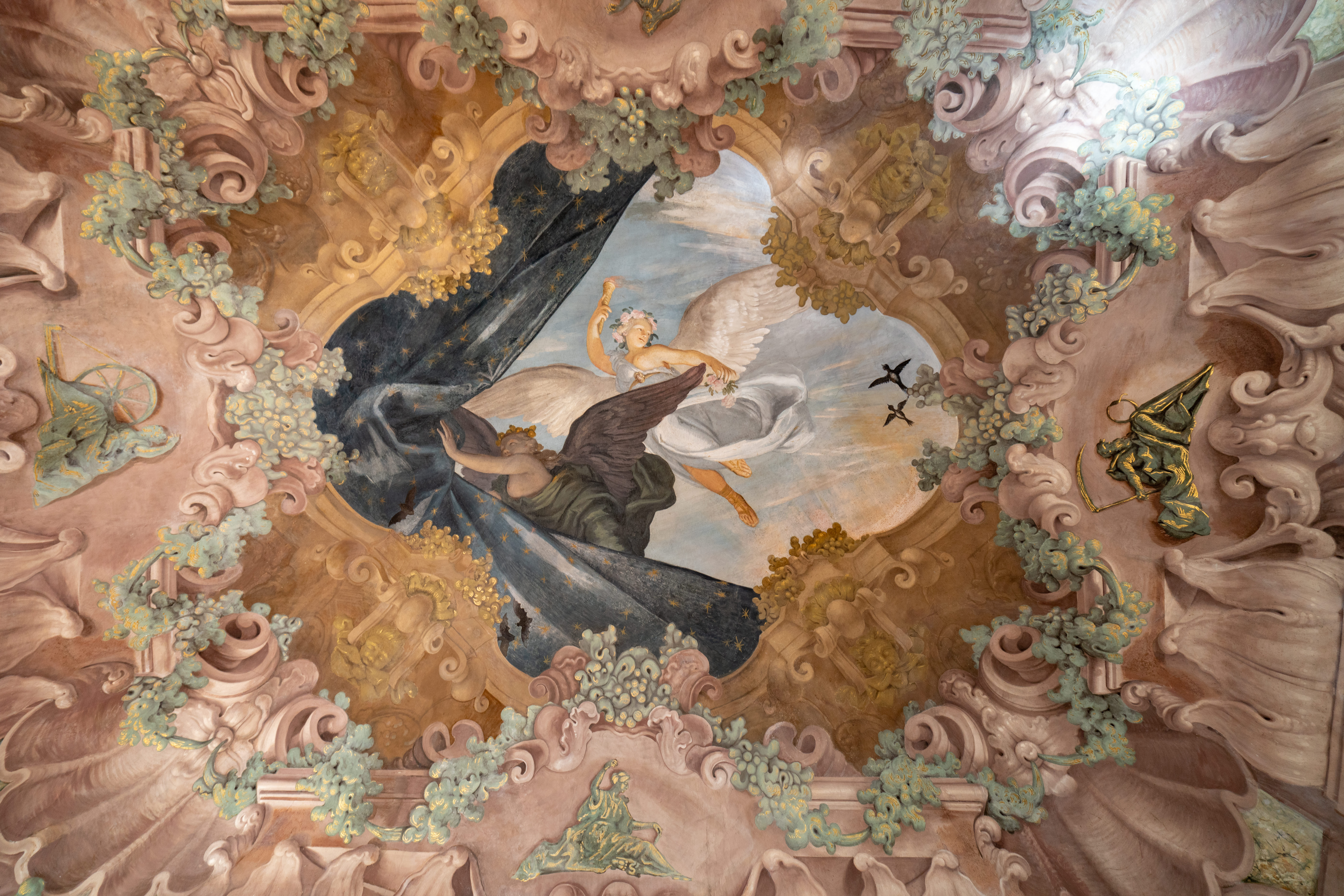
Аврора. Фреска плафона виллы Каттани Стюарт, Пезаро
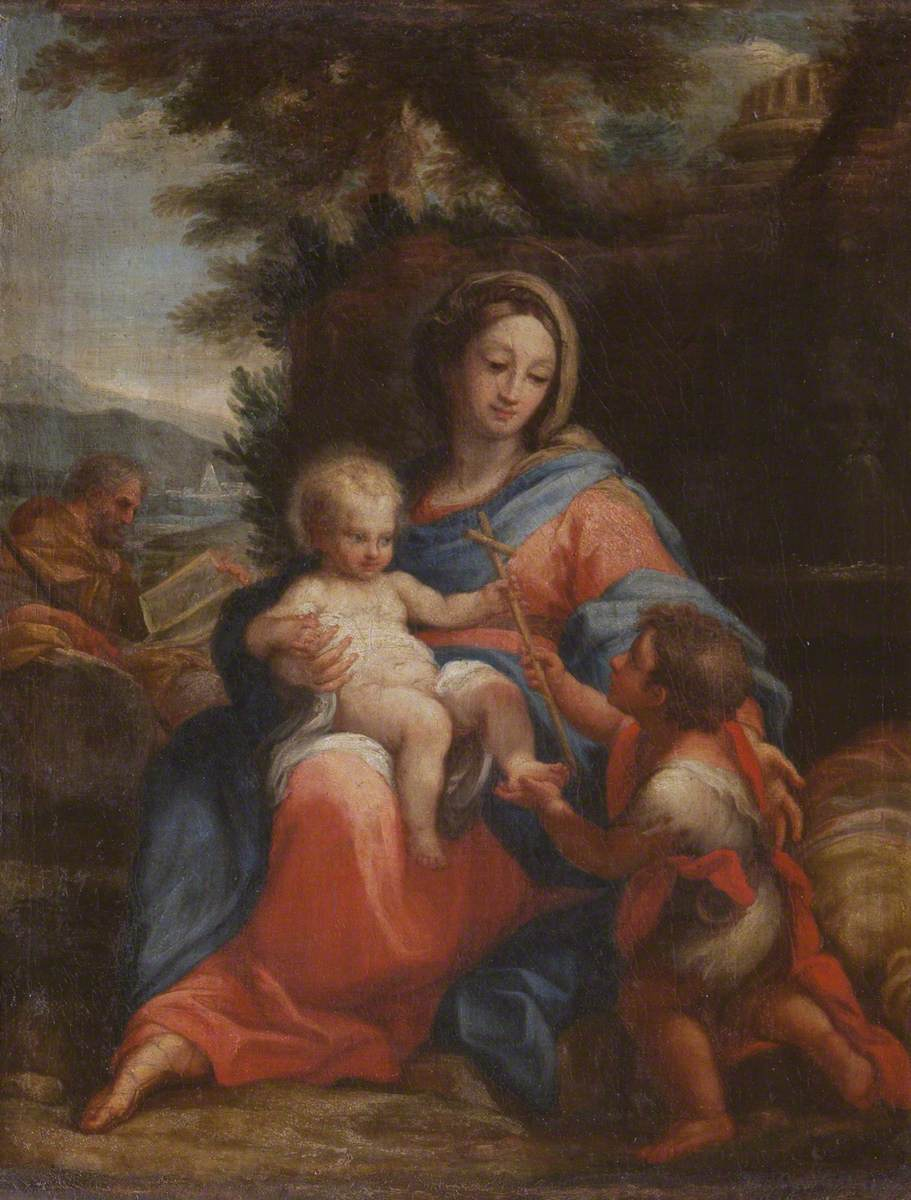
Святое семейство с Иоанном Крестителем. Между 1654 и 1727. Холст, масло. Национальный фонд, Великобритания
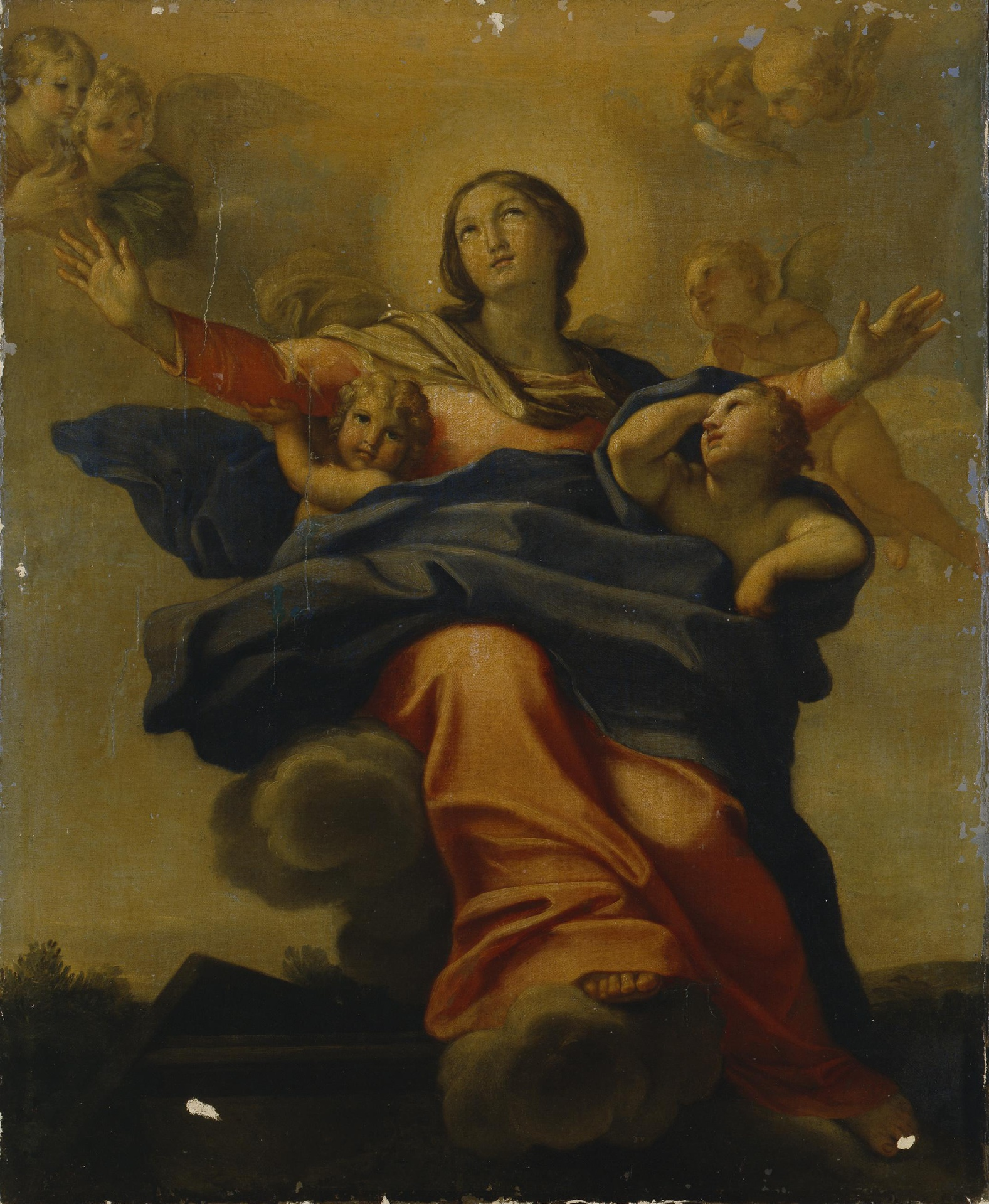
Вознесение Девы Марии. Между 1601 и 1700. Холст, масло. Государственный Эрмитаж, Санкт-Петербург

## Документально подтверждённые фресковые росписи, выполненные Берретони
- Палаццо Альтьери. 1675.
- Капелла Святой Анны в церкви Санта-Мария-ин-Монтесанто.
- Капелла Санта-Мария-дель-Суфражо.
- Вилла Каттани Стюарт в Треббьянтико.
- Обручение Марии в церкви Сан-Лоренцо-ин-Борго в Риме.
- Мадонна с Младенцем и святым Иоанном. Галерея Асколи-Пичено.